# Odinsgatan
Odinsgatan är en gata i stadsdelen Stampen i Göteborg som löper parallellt med järnvägen in till Göteborgs Centralstation mellan Odinsplatsen och Polhemsplatsen. Gatan är uppkallad efter guden Oden i nordisk mytologi och fick sitt namn 1883.
Gatan har genomgått omfattande förnyelse de senaste decennierna när bland annat området Prippska tomten bebyggts med bostäder och kontor på 1980-talet.
Vid Odinsgatan 20-24 uppfördes år 1900 Pripps arbetarbostäder, efter ritningar av Louis Enders. År 1934 övergick husen i privat ägo.

## Ombyggnad
Under 1931 påbörjades arbeten med att ge Odinsgatan full bredd, det vill säga två separata körfält, som dessutom gick från stenläggning till asfalt. År 1932 var dessa arbeten färdiga.
Odinsgatan tillsammans med Friggagatan har de senaste åren påvisats vara de gator i Göteborg som har mest förorenad luft. För att minska föroreningarna infördes 2010 dubbdäcksförbud på Friggagatan och Odinsgatan.
Som ytterligare ett led i att förbättra luftkvaliten i området runt Odinsgatan byggs gatan om under 2012 från tidigare två filer i vardera riktning till en åt vardera håll och man bygger en allé längs gatan.